# Mestaruussarja 1946/47
Die Mestaruussarja 1946/47 war die 17. Spielzeit der finnische Fußballmeisterschaft seit deren Einführung im Jahre 1930. Sie begann am 29. Juli 1946 und endete am 22. Juni 1947.
Meister der SPL wurde Vaasa IFK mit einem 3:2-Erfolg im Entscheidungsspiel gegen Helsingfors IFK, nachdem beide Mannschaften nach der regulären Spielzeit 20 Punkte hatten.
Das Finale wurde wieder zwischen den Meistern des finnischen Fußballverbandes SPL (Suomen Palloliitto) und dem Arbeitersportverband TUL (Suomen Työväen Urheiluliitto) ausgespielt.

## Teilnehmende Mannschaften
| Langname             | Ort      |
| -------------------- | -------- |
| HJK Helsinki         | Helsinki |
| Helsingfors IFK      | Helsinki |
| Helsingin Palloseura | Helsinki |
| Kronohagens IF       | Helsinki |
| Sudet Helsinki       | Helsinki |
| Turku PS             | Turku    |
| Vaasan PS            | Vaasa    |
| Vaasa IFK            | Vaasa    |

## Tabelle
| Pl. | Verein               | Sp. | S  | U | N  | Tore    | Diff. | Punkte |
| --- | -------------------- | --- | -- | - | -- | ------- | ----- | ------ |
| 1.  | Vaasa IFK (M)        | 14  | 10 | 0 | 4  | 044:250 | +19   | 20:80  |
| 2.  | Helsingfors IFK (N)  | 14  | 9  | 2 | 3  | 037:180 | +19   | 20:80  |
| 3.  | Vaasan PS            | 14  | 8  | 1 | 5  | 036:210 | +15   | 17:11  |
| 4.  | Turku PS             | 14  | 8  | 1 | 5  | 034:220 | +12   | 17:11  |
| 5.  | Helsingin Palloseura | 14  | 6  | 4 | 4  | 033:280 | +5    | 16:12  |
| 6.  | HJK Helsinki (N)     | 14  | 4  | 3 | 7  | 026:410 | −15   | 11:17  |
| 7.  | Sudet Helsinki       | 14  | 3  | 3 | 8  | 015:340 | −19   | 09:19  |
| 8.  | Kronohagens IF       | 14  | 0  | 2 | 12 | 016:520 | −36   | 02:26  |

| (M) | amtierender Meister |
| (N) | Neuaufsteiger       |

## Kreuztabelle
| 1946/47 | 1946/47              | VIF | HIF | VPS | TPS | HPS | HJK | SUD | KIF |
| 1.      | Vaasa IFK            |     | 0:3 | 3:2 | 4:3 | 3:1 | 5:1 | 4:0 | 4:0 |
| 2.      | Helsingfors IFK      | 0:1 |     | 3:1 | 4:1 | 2:4 | 7:1 | 4:2 | 3:2 |
| 3.      | Vaasan PS            | 1:4 | 0:1 |     | 0:1 | 4:0 | 2:0 | 4:1 | 5:0 |
| 4.      | Turku PS             | 3:1 | 2:0 | 0:2 |     | 5:1 | 3:1 | 4:1 | 6:0 |
| 5.      | Helsingin Palloseura | 6:1 | 3:4 | 3:3 | 4:1 |     | 0:0 | 2:2 | 2:1 |
| 6.      | HJK Helsinki         | 2:6 | 1:1 | 3:5 | 3:2 | 0:4 |     | 2:2 | 6:2 |
| 7.      | Sudet Helsinki       | 2:1 | 0:5 | 0:1 | 0:0 | 0:1 | 0:3 |     | 3:2 |
| 8.      | Kronohagens IF       | 1:7 | 0:0 | 2:6 | 1:3 | 2:2 | 2:3 | 1:2 |     |

### Entscheidungsspiel
Die beiden punktgleichen Teams Vasa IFK und Helsingfors IFK ermittelten zunächst den Meister (Verband SPL).
|           | Ergebnis |                 |
| --------- | -------- | --------------- |
| Vaasa IFK | 3:2      | Helsingfors IFK |

## Meisterschaftsrunde der SPL und der TUL
Die zwei besten Mannschaften der beiden Verbände qualifizierten sich für die Endrunde um die „Finnische Meisterschaft 1947“.
| Pl. | Verein                           | Sp. | S | U | N | Tore    | Diff. | Punkte |
| --- | -------------------------------- | --- | - | - | - | ------- | ----- | ------ |
| 1.  | Helsingfors IFK (SPL)            | 3   | 2 | 0 | 1 | 010:500 | +5    | 04:20  |
| 2.  | Turun Toverit (TUL)              | 3   | 2 | 0 | 1 | 007:600 | +1    | 04:20  |
| 3.  | Kotkan Työväen Palloilijat (TUL) | 3   | 1 | 0 | 2 | 006:900 | −3    | 02:40  |
| 4.  | Vaasa IFK (SPL) (M)              | 3   | 1 | 0 | 2 | 005:800 | −3    | 02:40  |

| (M) | amtierender Meister |

|                            | HIF | TUT | KTP | VIF |
| Helsingfors IFK            |     | 2:3 | 3:1 | –   |
| Turun Toverit              | –   |     | –   | 2:0 |
| Kotkan Työväen Palloilijat | –   | 4:2 |     | 1:4 |
| Vaasa IFK                  | 1:5 | –   | –   |     |

## Meisterfinale
Da Helsingfors IFK und TuTo Turku punktgleich waren, gab es ein Entscheidungsspiel:
|                 | Ergebnis |               |
| --------------- | -------- | ------------- |
| Helsingfors IFK | 3:2      | Turun Toverit |

Damit Helsingfors IFK finnischer Fußballmeister 1947.